# Sebastian Hausner
Sebastian Lund Hausner, född 11 april 2000 i Tyrsted, är en dansk fotbollsspelare som spelar för AC Horsens. Han har även representerat danska ungdomslandslag upp till och med U21-nivå.